# Schwarzach TG

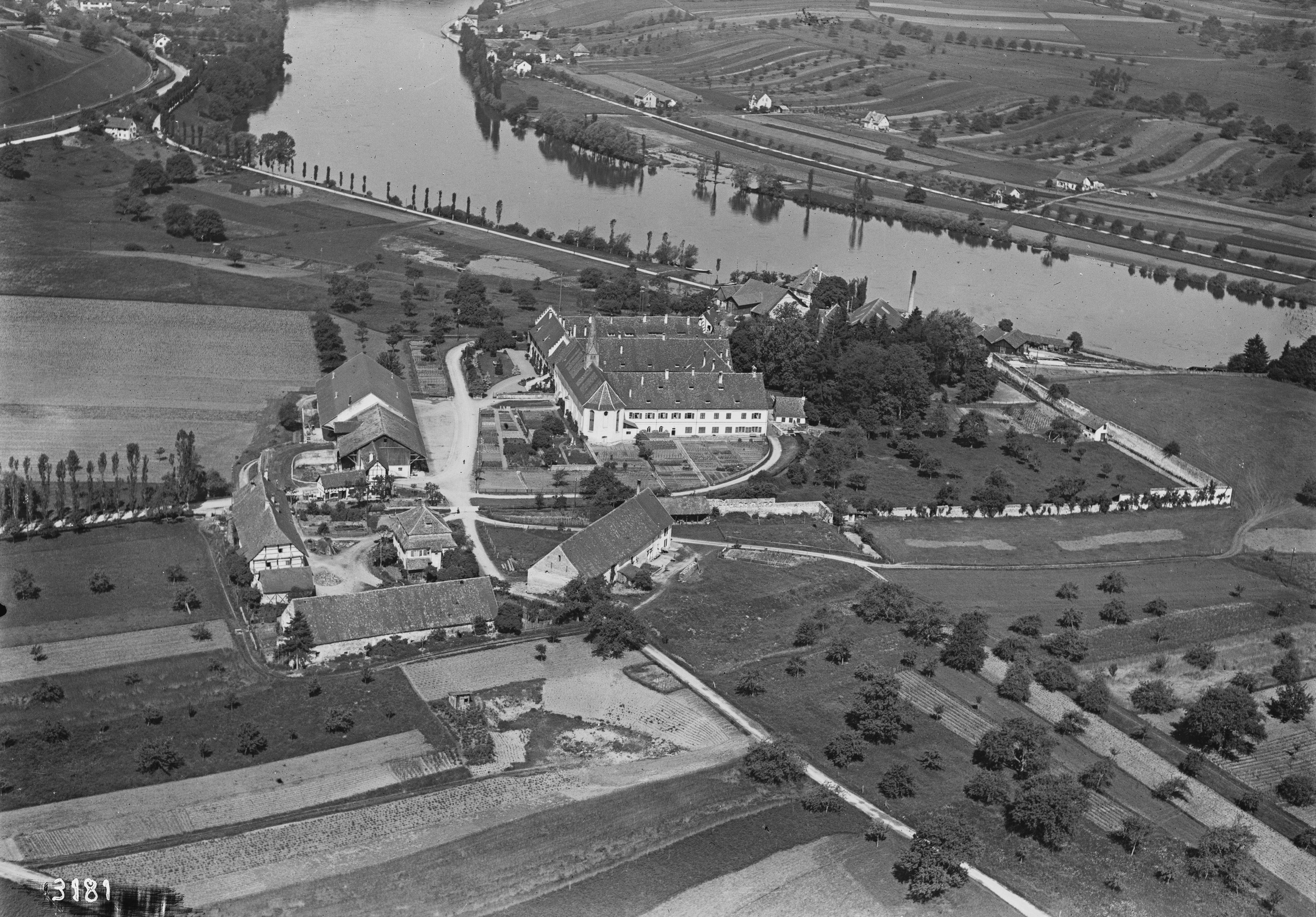
Das Kloster Paradies am Ort des ehemaligen Dorfes Schwarzach in einer Flugaufnahme von 1922

Schwarzach ist ein ehemaliges Dorf im Kanton Thurgau in der Schweiz auf dem Gebiet der Gemeinde Schlatt TG am linken Rheinufer. Es wurde um 1250 aufgegeben, nachdem das Kloster Paradies an diesen Ort umgezogen war, und geriet danach in Vergessenheit. Vor der Klostergründung bestand am Ort eine St. Peter geweihte Kirche, und das Dorf ist 876 als Swarza erwähnt. Heute sind keine Spuren von Schwarzach mehr sichtbar.
Der hier in den Rhein mündende Bach mit Hauptquelle im Kundelfingerhof wurde noch lange Schwarzach genannt, wird heute offiziell aber mit Mülibach bezeichnet.

## Sehenswürdigkeiten
- Das ehemalige Klarissenkloster Paradies[3]